# Beade (parroquia)
Beade (llamada oficialmente Santa María de Beade) es una parroquia y un lugar español del municipio de Beade, en la provincia de Orense, Galicia.

## Organización territorial
La parroquia está formada por una entidad de población:
- Beade

## Demografía
Gráfica demográfica del lugar y parroquia de Beade según el INE español:
| Gráfica de evolución demográfica de Beade entre 2000 y 2022 |
|                                                             |
| Datos según el nomenclátor publicado por el INE.            |